# Fécamp Grand'Escale
Vous pouvez aider à l'améliorer ou bien discuter des problèmes sur sa page de discussion.
- Il n'est pas vérifiable et peut contenir des informations totalement erronées. Il est fortement conseillé aux contributeurs d'étayer son contenu par des sources fiables. Sans cela, sa suppression pourrait être envisagée. (si vous venez d'apposer le bandeau, veuillez cliquer sur ce lien pour créer la discussion et en afficher les indications). (Marqué depuis août 2025)
- Il peut contenir un travail inédit ou des déclarations non vérifiées. Vous pouvez l’améliorer en ajoutant des références. (Marqué depuis août 2025)

- Archive Wikiwix
- Bing
- Cairn
- DuckDuckGo
- E. Universalis
- Gallica
- Google
- G. Books
- G. News
- G. Scholar
- Persée
- Qwant
- (zh) Baidu
- (ru) Yandex
- (wd) trouver des œuvres sur Wikidata

Vous pouvez aider à l'améliorer ou bien discuter des problèmes sur sa page de discussion.
- Il ne cite pas suffisamment ses sources. Vous pouvez indiquer les passages à sourcer avec {{référence nécessaire}} ou {{Référence souhaitée}}, et inclure les références utiles en les liant aux notes de bas de page. (Marqué depuis août 2025)

- Archive Wikiwix
- Bing
- Cairn
- DuckDuckGo
- E. Universalis
- Gallica
- Google
- G. Books
- G. News
- G. Scholar
- Persée
- Qwant
- (zh) Baidu
- (ru) Yandex
- (wd) trouver des œuvres sur Wikidata

Fécamp Grand'Escale est un rassemblement maritime qui se tient dans l'ancien port morutier de Fécamp, dans le département de la Seine-Maritime en région Normandie.
Ce festival maritime, soutenue par la municipalité de Fécamp, réunit des petits et grands bateaux traditionnels et classiques, provenant de Normandie, de Bretagne, de France, et de l'Europe du Nord et du Sud. Durant cette manifestation se déroule aussi le Concours de chansons de marins du Trophée Hayet.

## Édition par édition
La première édition prévue du 1er au 5 juillet 2020 due être annulée en raison de la pandémie de Covid-19.

### Édition 2022
La manifestation s'est déroulée du 29 juin au 3 juillet 2022.

### Édition 2024
La manifestation s'est déroulée du 8 mai au 12 mai 2024.

## Patrimoine maritime de Fécamp
Cette fête populaire se déroule autour de trois grandes thématiques maritimes du port de Fécamp : la pêche du hareng, la pêche de la morue par les Terre-neuvas et la construction navale.
Tous les jours, un certain nombre de voiliers naviguent dans la rade et sur le littoral et certains embarquent les visiteurs pour des sorties en mer.

## Hauts lieux de Fécamp
- Le Musée des Pêcheries
- Le Palais Bénédictine
- La Chapelle Notre-Dame du Salut de Fécamp  Inscrit MH (1929)

## Bateaux emblématiques de Fécamp

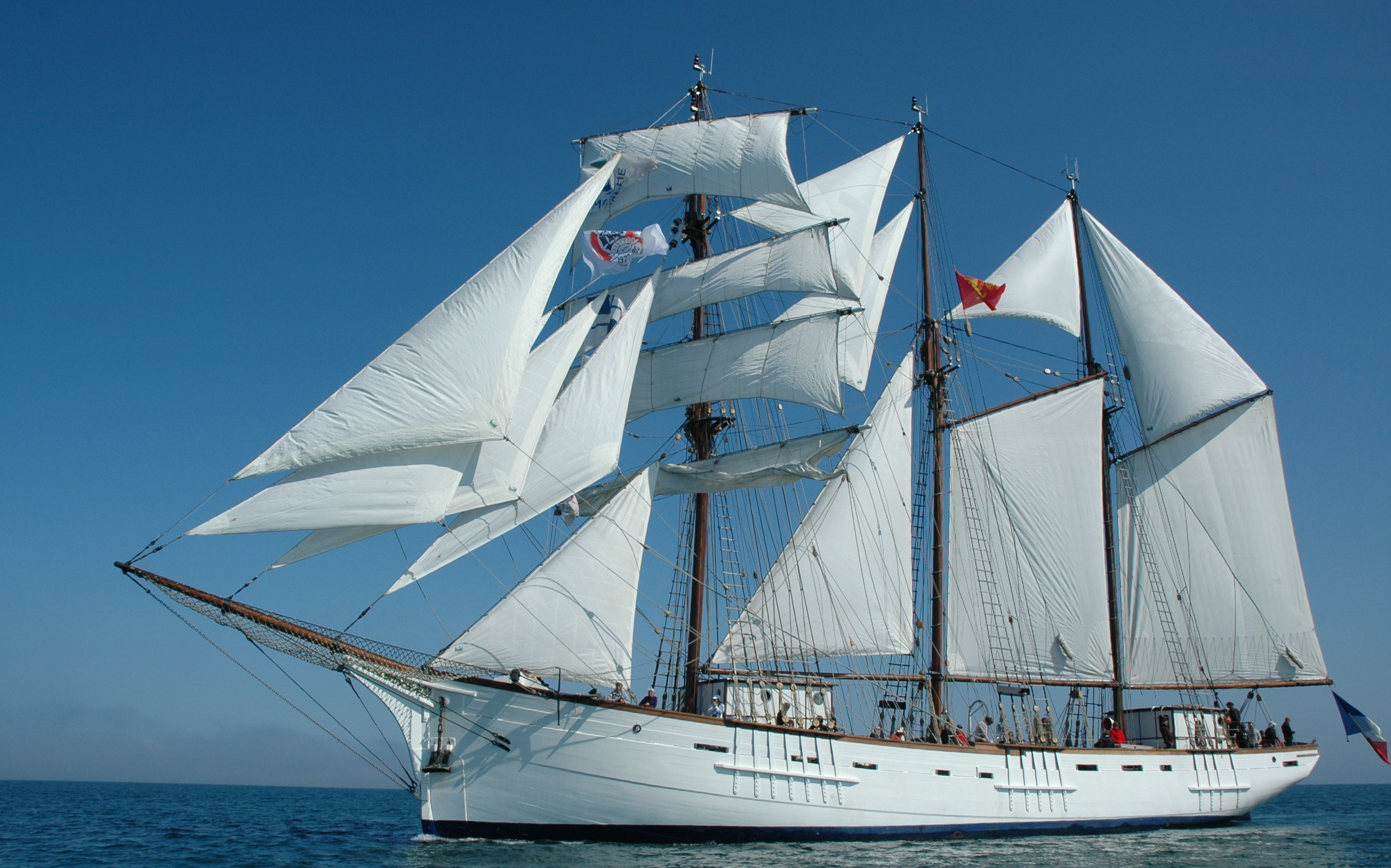
Le Marité, construit à Fécamp.
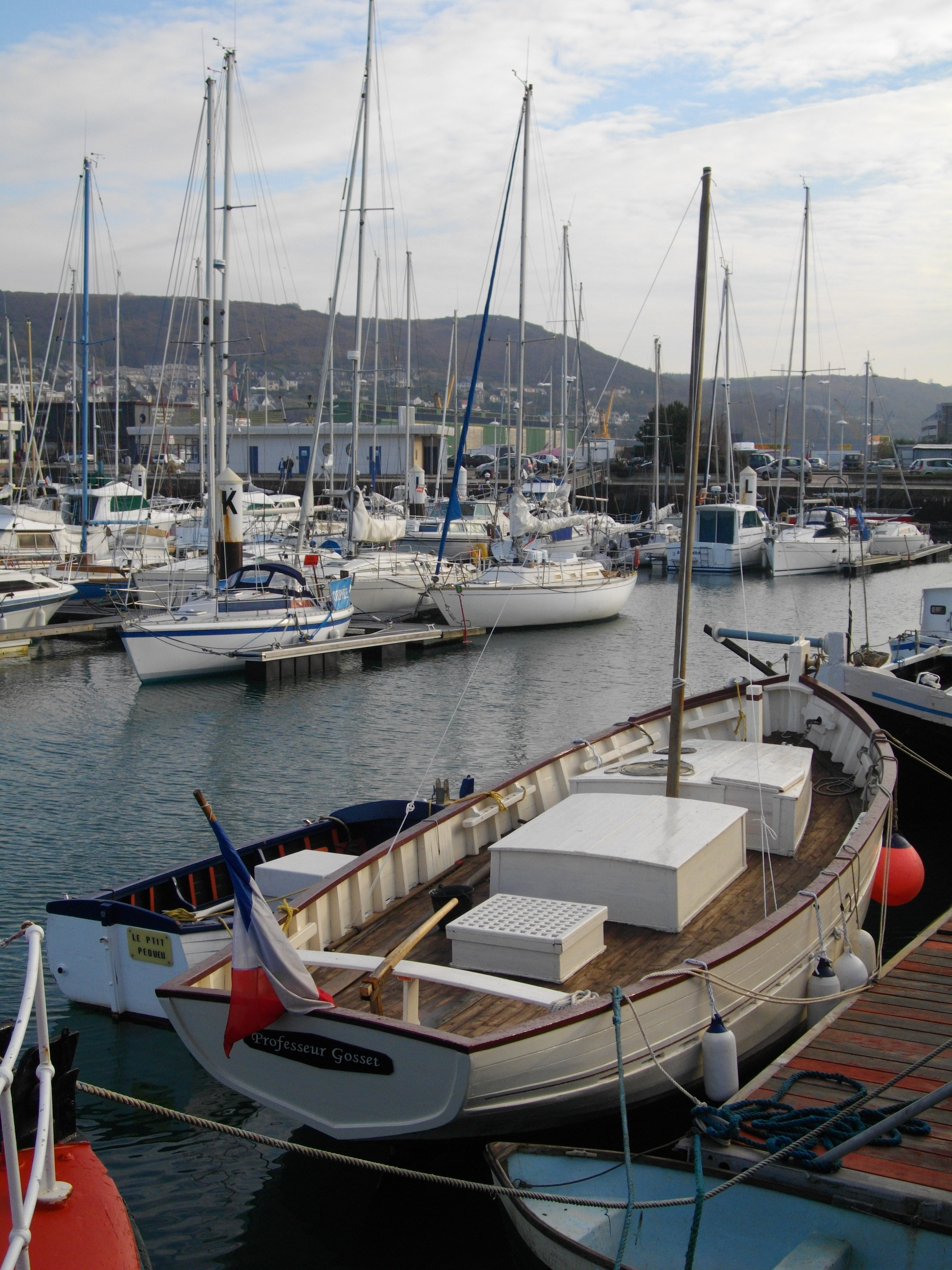
Le Professeur Gosset, construit à Fécamp.
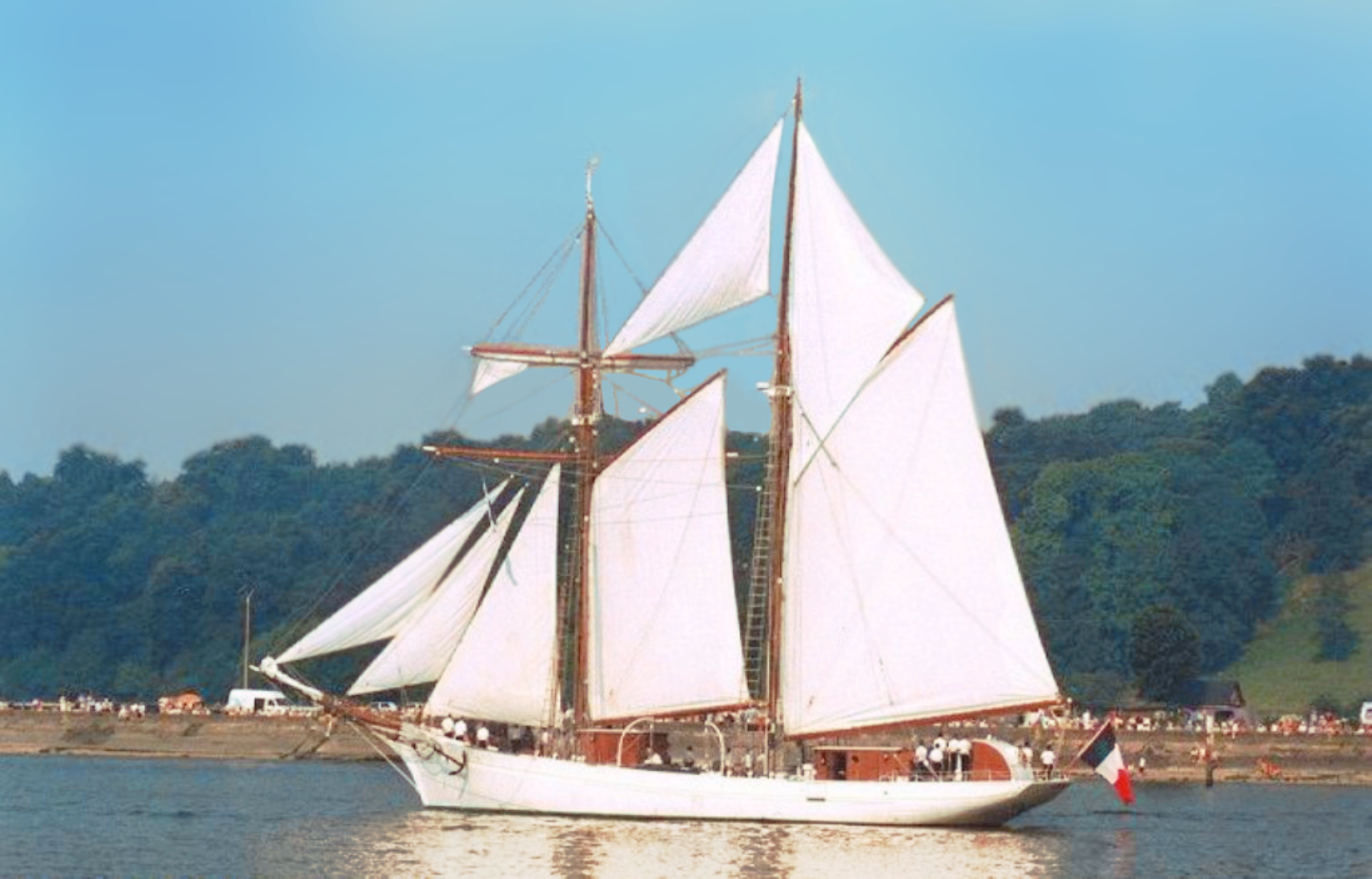
L'Étoile, construite à Fécamp.
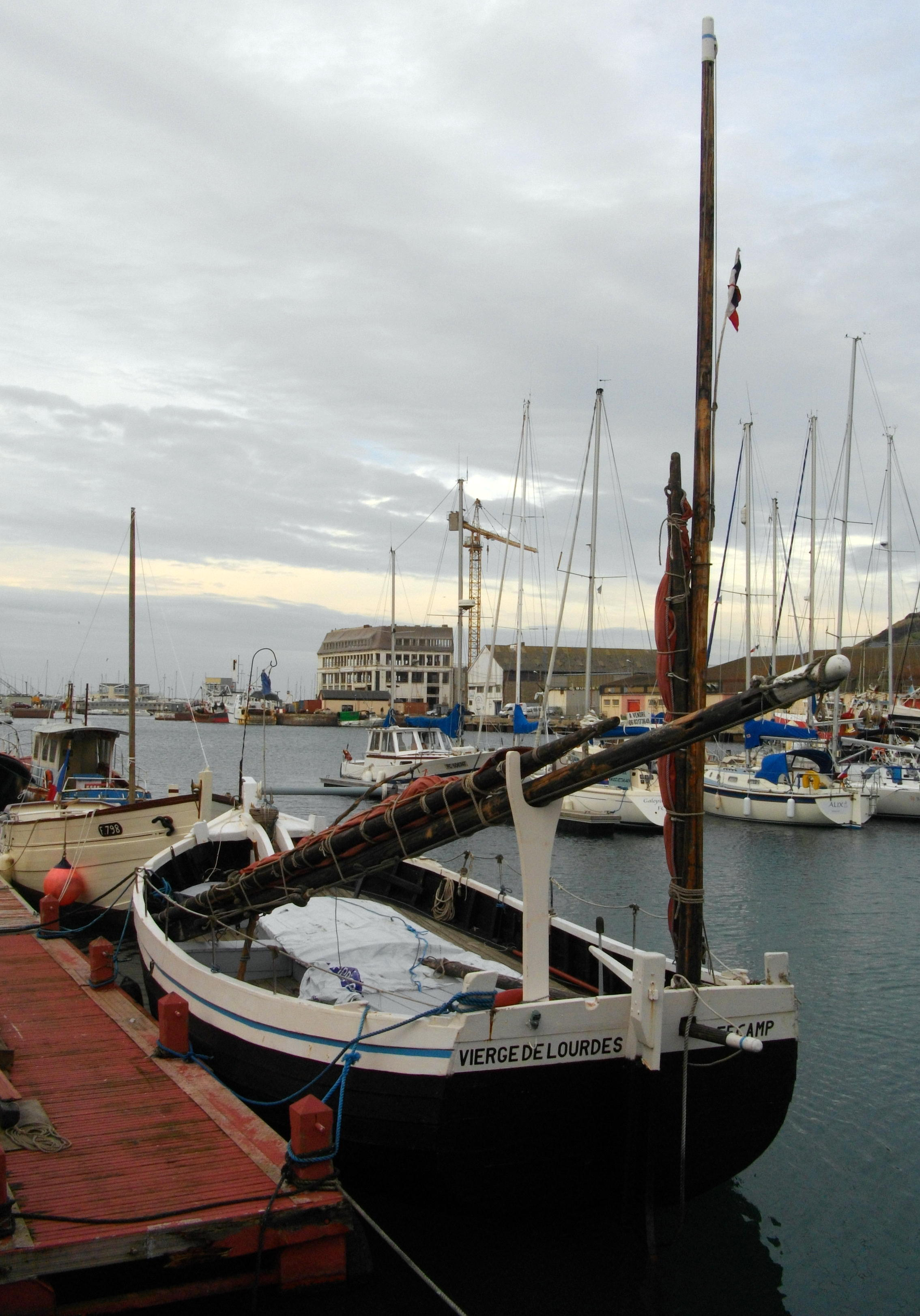
La Vierge de Lourdes, construite à Fécamp.
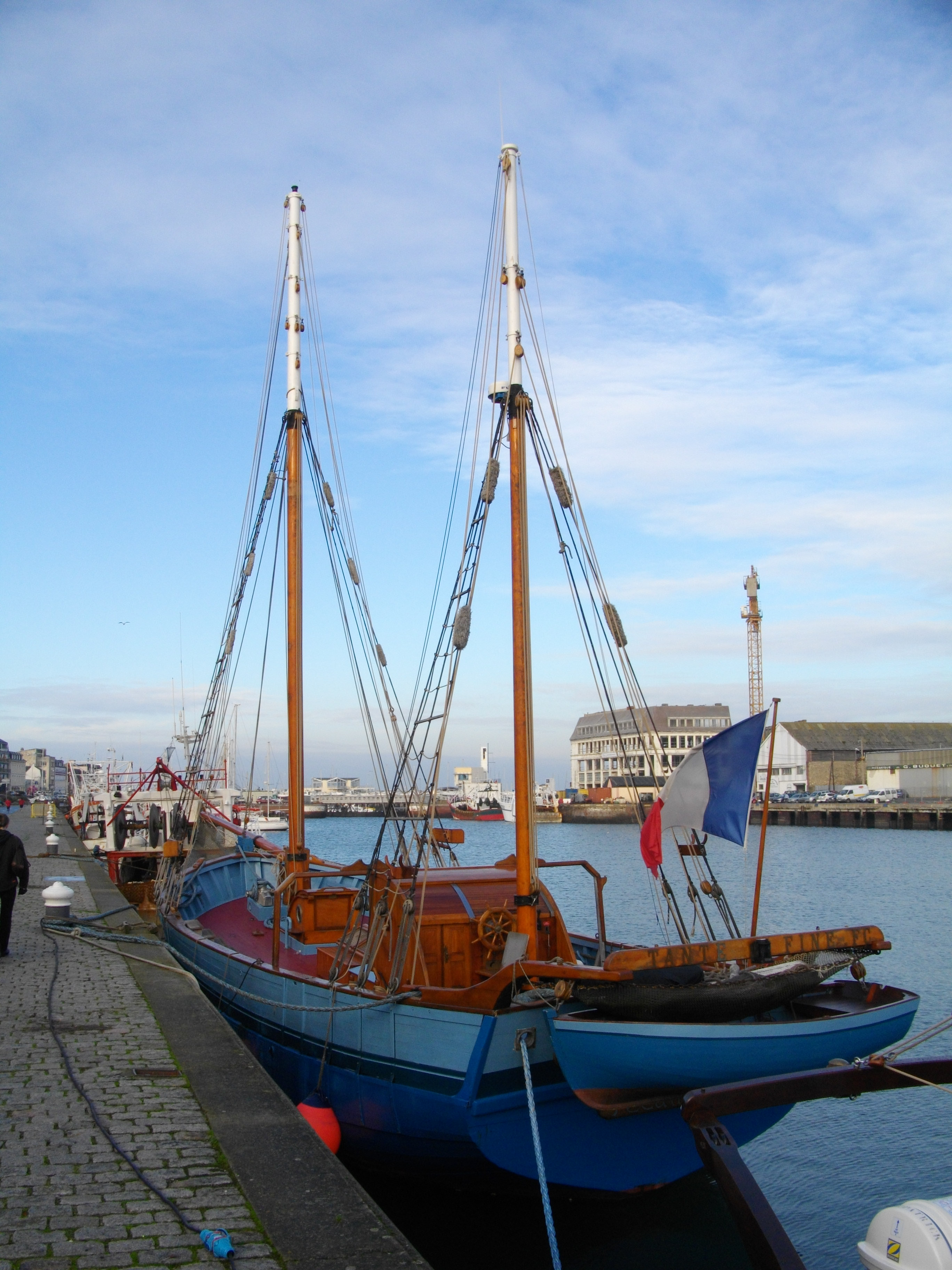
La Tante Fine (France), basée à Fécamp.